# Hannes Sihvo

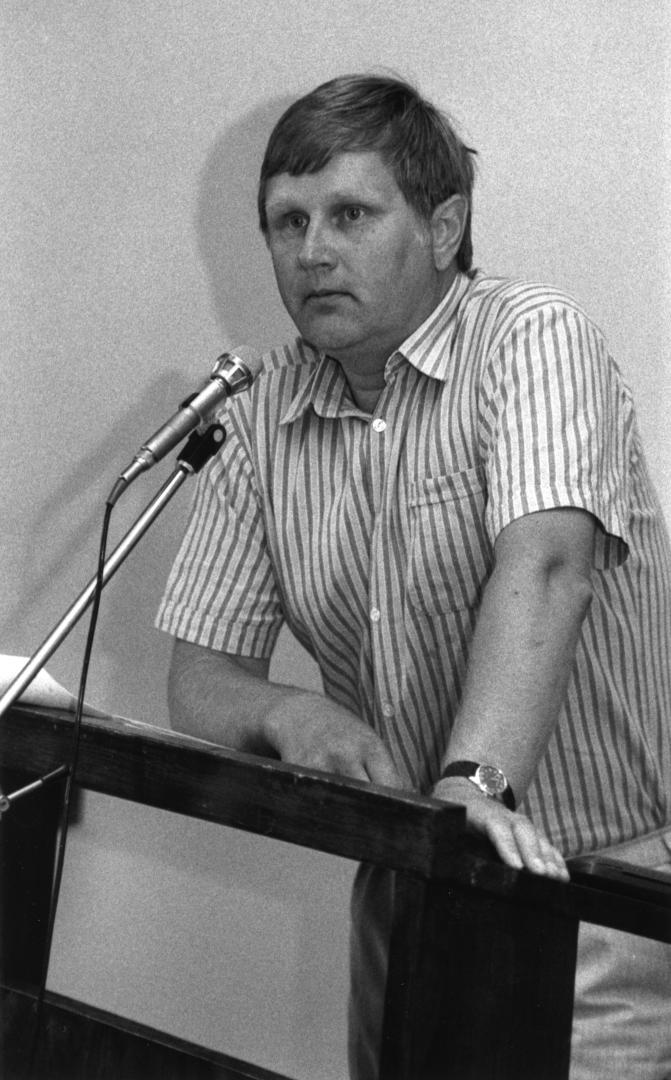
Hannes Sihvo år 1988.

Hannes Kaleva Sihvo, född 16 januari 1942 i Kuopio, död 20 oktober 2003 i Vanda, var en finländsk litteraturvetare.
Sihvo avlade filosofie doktorsexamen 1974. Han var 1972–1981 biträdande professor i litteratur vid Joensuu högskola, senare universitet och 1981–2001 professor i ämnet.
Sihvo granskade karelianismens olika uttrycksformer, bland annat i verket Karjalan löytäjät (1969) och avhandlingen Karjalan kuva (1973). Bland hans övriga arbeten märks Soutu Bysanttiin (1980), som behandlar Paavo Haavikkos metod och världsbild, samt Elävä Kivi (2002), en biografi över Aleksis Kivi.
Han var hedersledamot av Kalevalasällskapet, Sällskapet för litteraturforskning i Finland och Aleksis Kivi-sällskapet.

### Uppslagsverk
- Sihvo, Hannes i Uppslagsverket Finland (webbupplaga, 2012). CC-BY-SA 4.0